# Црна свадба
Црна свадба је српска телевизијска серија из 2021. године. Серија је претпремијерно приказана на фестивалу Дунав филм фест и филмском фестивалу у Сарајеву. Од 23. октобра 2021. године се емитује на Суперстар ТВ.

## Радња
Специфичан назив Црна свадба долази од старог влашког обреда у којем приликом смрти младог мушкарца који је годиштем стасао за женидбу, он бива сахрањен у свадбеном оделу, а испраћа га вереница или нека друга девојка одевена у венчаницу.
Овом причом откључавамо мистерију где се преплићу влашка магија и тајанствени центри моћи, у борби добра и зла која траје вековима.
Прича почиње у малом месту у Источној Србији где Митар, иначе  миран и благ човек, изненада и на бруталан начин почини масакр убивши 12 комшија.
Митар пуца себи у главу, али чудним сплетом околности ипак остаје жив.
Покушавајући да расветле мотиве злочина, Петар, припадник БИА и инспектори Томић и Благојевић позивају Наташу, реномираног психолога, да као судски вештак утврди да ли је Митар психички оболео или се иза злочина крије неки други мотив.
Петар иначе покушава да одгонетне шта се заправо догодило јер је убица, пре него што је пуцао у себе, изговорио реч катабаза, исту ону коју је рекао и његов покојни син пре него што је извршио самоубиство.
Монах Тихон упозорава психолога Наташу да је њена ћерка Ида у опасности и да се иза свега крију демонске силе које опседају људске душе.
Након што присуствује чину црне свадбе у селу у којем се догодио масакр, Петар почиње све више верује да се иза свега крије нешто натприродно...
Наташа бујно одбија упозорења монаха Тихона претећи да ће о његовом понашању обавестити полицију. Пошто Тихон помене могућност да би се њеној ћерки могло погоршати стање уколико би почела менструални циклус, Наташа се згражава и тражи заштиту. 
Иди међутим постаје лоше. Пада у несвест и бива одвезена у болницу. Наташу одвајају од посла. Докторица смирује Наташу и открива да је узрок Идиног здравственог стања преран налет пубертета. 
Наташин бивши, имућни муж инсистира да она са њим подели информације о Иди, што она одбија. 
Тихон улази у собу где се Ида и даље одмара у коматозном стању и почиње да рецитује молитву. Ида на то бурно реагује. Наташа, која је спавала поред Иде га одстрањује из собе и захтева да Тихон буде ухапшен. 
У међувремену, Петар у селу током обреда Црне Свадбе упознаје врачару по имену баба Микула, коју је Митар, као и читаво село, обилазио. Она га упозорава да је "риђа у опасности". Петар коректно претпоставља да се то односи на Наташу. 
Враћа се у Београд и покушава да убеди Наташу да са њим посети врачару. 
Ида се буди и говори мајци о необичном сну у коме је она била заточеница змаја од кога ју је спасио неки чудан човек са брадом. Говори мајци да зна да Наташа мора кренути на дуги пут да упозна своју мајку. Ово њој делује чудно, јер је њена мајка преминула.
Наташина мајка је жена по имену Теодора а отац спортски коментатор, Мића Ђурић. Њих двоје су је зачели ванбрачно, а Мића се касније оженио другом женом, Весном, напустивши Теодору. Црна Свадба паралелно прати догађаје из његовог живота 1976. године у тадашњој Југославији. Након утакмице коју је сјајно најављивао, зарађујући понуде за напредак у каријери, Мића одједном губи глас. 
Доктори не откривају било какав разлог за овај проблем, препоручују да преко везе са српским фудбалером оде у Западну Немачку на лечење  Мића се понаша чудно. Одбија да комуницира са супругом писањем и има самоповређујуће испаде. 
Одлазе код Мићине мајке, на село. Његова мајка позива свештеника кога је Мића познавао из детињства не би ли му помогао. Његова супруга се не слаже са одлуком, говорећи да је Мића комуниста. Мића пљује на попа и одлази. 
Касније наилази Теодора. Мићина мајка је одстрањује. Весна пита да ли се и Мићиној мајци чини да је она трудна.
Одједном, Мића добија жељу да комуницира. Од мајке тражи да му спреми цицвару, пишући у свесци. Жени говори да се спреми за повратак у Београд. Док је она ван и његова мајка у кухињи, Мића исписује мистериозне поруке и нацрте у вези са влашком магијом у свесци и одлази.
Налази се са Теодором у реци. Она је нага.
Подсећа га да је напустио њу и бебу, утишавајући какофонију гласова који говоре на влашком у позадини сцене. Они воде љубав. 
Мића проговара, али и даље делује чудно. Након још једног успешног најављивања утакмице, бива му понуђено буде спортски коментатор на  на монтреалској Олимпијади. 
Међутим, већ наредног дана, Мићин суноврат започиње. Узима пушку. Хладнокрвно врши масакр у оближњем сеоском храму, убијајући 12 монаха, поштеђујући само једну бебу, налик Митру, који је поштеђивао децу и такође убио 12 људи... 

## Улоге

### Главне
| Глумац       | Улога           |
| ------------ | --------------- |
| Уликс Фехмиу | Петар Ћирић     |
| Никола Којо  | Бане Томић      |
| Јелена Ђокић | Наташа Јанковић |

### Споредне
| Глумац                           | Улога                     |
| -------------------------------- | ------------------------- |
| Златан Видовић                   |                           |
| Иван Заблаћански                 | Миладиновић               |
| Дара Џокић                       |                           |
| Предраг Бјелац                   | Отац Иларион              |
| Андреј Јемцов                    |                           |
| Иван Марковић                    | млади полицајац Павловић  |
| Борка Томовић                    | Весна Ђурић               |
| Анастасија Ђуровић               | Ида                       |
| Ана Александер                   |                           |
| Миодраг Крстовић                 |                           |
| Драган Мићановић                 |                           |
| Моника Ромић                     | инспекторка Кривошија     |
| Петар Стругар                    |                           |
| Јелена Ступљанин                 | Данијела Благојевић       |
| Небојша Миловановић              | инспектор Игор Благојевић |
| Ненад Стојменовић                |                           |
| Ана Лечић                        |                           |
| Соња Вукићевић                   |                           |
| Зоран Цвијановић                 |                           |
| Јоаким Тасић                     |                           |
| Ана Софреновић                   |                           |
| Андрија Кузмановић               |                           |
| Бојан Димитријевић               |                           |
| Милутин Милошевић                | тужилац Борко Митровић    |
| Светозар Цветковић Филип Ђурић   | Мића Ђурић                |
| Небојша Миловановић              | Игор Благојевић           |
| Тони Михајловски                 | Монах Tихон               |
| Славко Штимац                    | Митар Стојић              |
| Горан Султановић Страхиња Блажић | Марко Стошић              |
| Мето Јовановски                  |                           |
| Игор Бенчина                     | Отац Бранислав            |
| Љиљана Благојевић                | баба Микула               |
| Јадран Малкович                  | Владимир Маринковић       |
| Иван Ђорђевић                    | Кринуловић                |
| Мирослав Борковић                | брат Кринуловића          |
| Јово Максић                      | Саша                      |
| Гала Алексић                     | Ирина Станојев            |
| Саша Бјелић                      | протојереј Сима Радановић |
| Млађан Црквењаш                  | Полицајац Буквић          |
| Дорис Радић                      | водитељка                 |
| Сања Поповић                     | Милица                    |
| Игор Боројевић                   | Бућан                     |
| Марко Јанкетић                   | колега Јовановић          |
| Срђан Милетић                    | Мићин шеф                 |
| Милена Божић                     | студенткиња               |
| Добрила Ћирковић                 | Цвета Станојев            |
| Ненад Тодоровић                  | тракториста               |
| Вељко Трифуновић                 | дечак                     |
| Вера Трифуновић                  | девојчица                 |
| Кристина Савков                  | конобарица Јелена         |
| Милица Будић                     | репортерка                |
| Матеја Клисарић                  | Бојан                     |
| Игор Филиповић                   | хирург                    |
| Александар Гајин                 | доктор                    |
| Милан Кочаловић                  | професор на факултету     |
| Весна Станојевић                 | Биљана Ђурић              |
| Бранислав Чубрило                | поп Раде                  |
| Радован Миљанић                  | патолог                   |
| Душан Војновић                   | Секуловић, Петров шеф     |
| Рената Михаиловић                | Томићева девојка          |
| Миодраг Стевановић               | великодостојник           |
| Мина Совтић                      | Теодора                   |
| Немања Ћеранић                   | свештеник у библиотеци    |
| Даница Радуловић                 | докторка                  |
| Синиша Максимовић                | свештеник архивар         |
| Невена Неранџић                  | Наташина сарадница        |
| Мина Радоја                      | Мерима                    |

## Епизоде
| Сезона | Сезона | Епизоде | Епизоде | Оригинално емитовање | Оригинално емитовање |
| Сезона | Сезона | Епизоде | Епизоде | Премијера            | Финале               |
| ------ | ------ | ------- | ------- | -------------------- | -------------------- |
|        | 1.     | 10      | 10      | 23. октобар 2021.    | 21. новембар 2021.   |
|        | 2.     | 10      | 10      | 2025.                | 2025.                |